# Sulawesisperwerkoekoek
De Sulawesisperwerkoekoek (Cuculus crassirostris) is een koekoekssoort uit het geslacht Cuculus.

## Verspreiding en leefgebied
Deze soort is endemisch in de bergen van Sulawesi.